# 香港大學孔慶熒樓

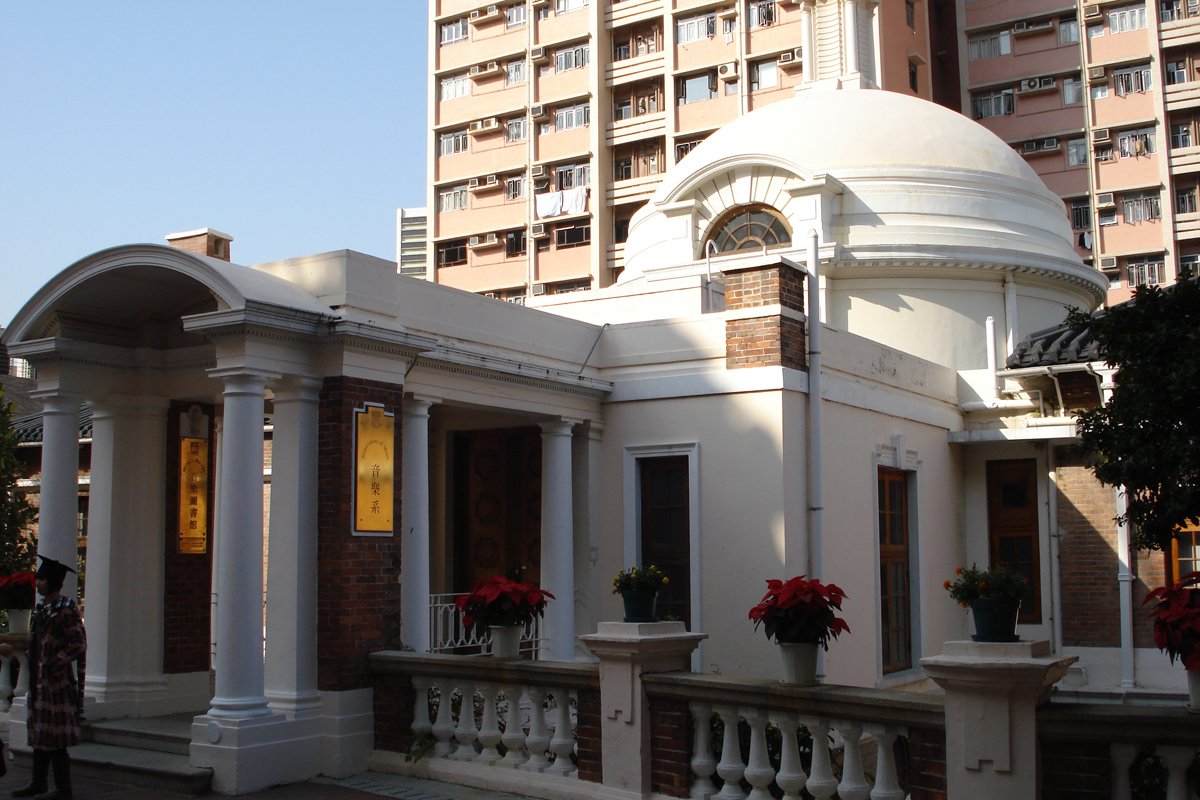
香港大學孔慶熒樓

香港大學孔慶熒樓（英語：Hung Hing Ying Building, The University of Hong Kong）是香港大學的一座古老建築物，位於香港港島薄扶林道般含道本部校園，本部大樓正門對面。大樓樓高兩層，於1919年落成啟用，起初稱Union Building。1941年12月日本進攻香港期間，其東翼受空襲炮火損毀。此樓自1995年起成為香港法定古蹟。
孔慶熒樓由港大名譽司庫遮打爵士、時任署理港大校長佐敦教授和工程學院院長史密斯教授捐助興建，於1919年2月由時任香港總督司徒拔爵士主持揭幕儀式。該建築物原為學生籌辦活動的場所，第二次世界大戰後則改作行政用途，再於1974年改為高級職員休息室。1986年，香港大學為感謝孔慶熒的捐獻，將建築物命名作孔慶熒樓。建築物於1996年起由音樂系使用，設有音樂圖書館。2013年音樂系遷出，孔慶熒樓下層翌年改由發展及校友事務部使用，上層則成為香港大學基金會議廳。

## 外部連結
- 古物古蹟辦事處-香港大學孔慶熒樓外部 （页面存档备份，存于）
- 古典美樂——音樂系搬家 （页面存档备份，存于）
- 古往今來大學堂 孔慶熒樓 （页面存档备份，存于）